# デクラン・ギャラガー
デクラン・ギャラガー（Declan Gallagher、1991年2月13日 - ）は、スコットランド・ラザーグレン出身のサッカー選手。スコットランド代表。アバディーンFC所属。ポジションはDF。

## 経歴

### クラブ
セルティックFCでキャリアをスタートさせたが、トップチームでの出場機会は無く、2010-11シーズン終了後に放出された。2011年8月9日、クライドFCと契約を結んだ。
2012年6月1日、ダンディーFCに移籍。
2014年7月、リヴィングストンFCに移籍。2015年6月、2013年4月に犯した暴行罪で懲役3年の有罪判決を受けた。その後上訴し、翌月保釈された。保釈中は以前と同じようにリヴィングストンでプレーしたが、2016年2月に上訴が却下されたことで保釈は取り消され、再び刑務所に戻った。2017年1月に釈放されるまで、およそ1年懲役した。
2019年4月11日、同年夏にマザーウェルFCに移籍することが発表された。
2021年5月、同年夏にアバディーンFCに移籍することが発表された。

### 代表
2019年10月、スコットランド代表初招集。11月16日、UEFA EURO 2020予選のキプロス代表戦でスコットランド代表デビューを飾った。

## タイトル
ダンディー
- スコティッシュ・チャンピオンシップ: 2013–14

リヴィングストン
- スコティッシュチャレンジカップ: 2014–15
- スコティッシュ・リーグ1: 2016–17